# Крах нової економічної теорії
The Failure of the New Economics (укр. Крах нової економічної теорії) — книжка Генрі Гацліта, надрукована в 1959 році та містить докладну критику праці Джона Мейнарда Кейнса «Загальна теорія зайнятості, відсотків і грошей» (1936).
Гацліт розпочав писати цю книжку через те, що, на його думку, хоча була здійснена загальна критика ідей Кейнса і загальної теорії, докладної та вичерпної критики самої праці Кейнса не було зроблено, що дозволяє послідовникам Кейнса стверджувати про неглибоку критику та нерозуміння революційних ідей Кейнса.
Робота Гацліта являє собою найдокладніший критичний аналіз Загальної теорії, який коли-небудь проводили з точки зору австрійської школи.
Редактор Джон Чемберлен розглянув «Крах Нової економічної теорії» у The Freeman, а через спірний та неортодоксальний характер оглянутої книжки назвав статтю «Вони ніколи не почують кінця» (англ. They’ll Never Hear the End of It), він написав:
Містер Гацліт розглядає Загальну Теорію рядок за рядком, параграф за параграфом, відкриваючи купи помилок майже на кожній сторінці. Він не лише знищує Кейнса; він розрізає тіло на маленькі шматочки та втискає кожен шматочок у землю. Ця вистава захоплює подих, майстерно, неспростовно — трішечки із жахом. Інколи навіть стає жаль жертву. Але, оскільки Кейнсіанські доктрини спричинили стільки убозтва у світі, будь-яка симпатія до них недоречна. Справа Гацліта має бути зроблена.
Коли декан факультету економіки провідного університету висловив сумнів стосовно кваліфікації Гацліта, економіст Людвіг фон Мізес став на захист, назвавши Гацліта «одним з видатних економістів сучасності» та схаректизувавши «Крах Нової економічної теорії» як «нищівну критику доктрин Кейнсіанства».
Посткейнсіанський економіст Абба П. Лернер критикував Гацліта за його припущення про світ з повною зайнятістю, в якому дозволяється падіння ставок заробітної плати під час депресії. Лернер також критикував Гацліта за "відсутність деяких основних елементів кейнсіанського аналізу", таких як нездатність розрізняти ощадливість та заощадження та його інтерпретацію закону Сея.